# Parliament
Parliament es un grupo musical de funk estadounidense surgido a finales de la década de 1960 en Plainfield (Nueva Jersey). Este grupo y su banda hermana Funkadelic contaban con muchos miembros, liderados por George Clinton. Parliament-Funkadelic salía de gira como una entidad única conocida por ese nombre o simplemente como P-Funk, el término que los englobaba y denominaba la producción musical y subgénero de funk propio del supergrupo, el "pure funk" (funk puro).
En buena medida protagonizaron la cultura funk de esa década mezclando las influencias previas de James Brown y Sly Stone con conceptos y vestimentas fuera de lo común inspirados en la cultura del ácido y la ciencia ficción. Todo esto era acompañado con shows muy extravagantes. En el año de 1997 fueron introducidos en el Salón de la Fama del Rock and Roll.

## Historia

### Orígenes y dos denominaciones para el mismo grupo
Parliament se origina en un grupo anterior llamado The Parliaments, una banda de doo-wop vocal establecida en una peluquería de Plainfield, Nueva Jersey. Este grupo se formó hacia mediados de los años 50 y entre sus músicos estaban George Clinton, Ray Davis, Fuzzy Haskins, Calvin Simon y Grady Thomas. El grupo logró su primer éxito gracias al tema "(I Wanna) Testify" publicado en 1967. Con el objeto de aprovechar ese momento de popularidad, Clinton organizó una banda de apoyo para realizar un tour que incluía a un joven empleado de la barbería como bajista, Billy Bass Nelson, y a su amigo Eddie Hazel a la guitarra. Además, completaban el grupo Tawl Ross a la guitarra, Tiki Fulwood a la batería y Mickey Atkins en el órgano. 
Como consecuencia de una disputa contractual con Revilot Records, el sello discográfico en el que habían publicado temas como el éxito "Testify", Clinton perdió temporalmente los derechos sobre el nombre "The Parliaments". Por este motivo firmó un nuevo contrato con el sello Westbound Records bajo el nombre Funkadelic que se anunciaba como un grupo de funk rock con los cinco músicos del tour junto a los cinco cantantes de Parliament como invitados que no aparecían en los créditos.
Establecido Funkadelic como un grupo por derecho propio, en 1970 se relanzó el grupo vocal, ahora conocido como Parliament y contando con diez miembros. Así, Clinton se convirtió en líder de dos bandas diferentes, Parliament y Funkadelic, que incluían casi los mismos miembros pero se anunciaban como dos grupos separados que practicaban tipos diferentes de funk. Parliament publicó el disco "Osmium" en Invictus Records en 1970. Debido a continuos problemas contractuales y al hecho de que los discos de Funkadelic eran más exitosos en la época, Clinton abandonó el nombre Parliament hasta 1974.

### Definición de estilo, Casablanca Records y años de éxito
Es tras la publicación de "Osmium" que el plantel de Parliament-Funkadelic comienza a experimentar múltiples cambios y a expandirse. En 1970 se incorporó el teclista Bernie Worrell, a quien Clinton conocía desde la barbería. Este se volvería fundamental trabajando en prácticamente todos los arreglos y producciones. Su formación estricta y paso por los conservatorios de Nueva Inglaterra y Juilliard, así como el boom de época en la tecnología de sintetizadores, le dieron la base para crear un sonido único de Parliament-Funkadelic. En 1972 se incorporaron desde The J.B.'s (la banda de James Brown) el bajista Bootsy Collins. y su hermano guitarrista Catfish Collins. En la misma época ingresó el guitarrista y vocalista Garry Shider. Esto fue en parte por un cambio de rumbo tras la salida previa de Bill Nelson y Eddie Hazel por disputas de dinero y Tawl Ross por secuelas del consumo de drogas
En 1974 se recupera el nombre Parliament entrando en el sello discográfico Casablanca ya adoptando un tono musical más suave con un tipo de funk basado en R&B, con múltiples arreglos de cuerda y vientos en contraposición al funk rock de Funkadelic. Esto fue altamente influido por la entrada en 1975 del saxofonista Maceo Parker y el trombonista Fred Wesley, también salidos de The J.B.'s. Eventualmente más de 50 vocalistas y músicos participarían en los discos de Parliament-Funkadelic.
Tras los discos "Up for the Down Stroke" y "Chocolate City", se alcanza el momento de mayor popularidad gracias al álbum conceptual "Mothership Connection" publicado en 1975. Este disco de platino abrió camino para el éxito de sus siguientes álbumes conceptuales, "The Clones of Dr. Funkenstein" de 1976, "Funkentelechy Vs. The Placebo Syndrome" (también platino) de 1977, "Motor-Booty Affair" de 1978 y "Gloryhallastoopid" de 1979 alcanzando todos el estatus de disco de oro. Los sencillos surgidos de estos álbumes como Tear the Roof off the Sucker también fueron éxitos considerables. Flash Light y Aqua Boogie llegarían al número 1 de las listas de R&B entre 1978 y 1979
Para finales de la década el enorme colectivo P-Funk se diversificaría en múltiples bandas anexas que agrupaban a algunos de sus miembros, como The Horny Horns en el caso de los vientos y The Brides of Funkenstein en el caso de las cantantes. La compleja y quizá caótica organización del combo así como las prácticas de gestión de George Clinton pasaron factura a Parliament-Funkadelic. Fuzzy Haskins, Calvin Simon y Grady Thomas, miembros originales de los días de la barbería, se sentían disconformes con esta gestión y marginados ante la llegada de nuevos músicos, dejando el grupo en 1977 y formando Original P. Lo mismo ocurrió en 1978 con el baterista Jerome Brailey que formó Mutiny, así como el guitarrista Glenn Goins, quien formaría Quazar y moriría poco tiempo después.

### Abandono del nombre Parliament
En 1980 se notaba una baja en el nivel de éxito y repercusión de años anteriores. El álbum "Trombipulation" de ese año no alcanzó así la certificación como oro, más allá de que la banda mantuviera éxitos de listas dentro del Top 10 La inminente quiebra de Casablanca Records y la disputa con la discográfica hicieron que parte del material de los últimos años de la banda se colocara en álbumes posteriores o que nunca saliera al público. Por ejemplo, temas como Oh I (trasladada a un álbum de Funkadelic) o Go Fer Yer Funk (puesta en un álbum recopilatorio 9 años más tarde).
Esto se sumaba a problemas legales derivados del uso de múltiples nombres, problemas de dinero por los elaborados shows y problemas personales de Clinton y los demás integrantes. Finalmente en 1981 se abandonaron los nombres Parliament y Funkadelic. Sin embargo, la gran mayoría de los músicos continuaron trabajando junto con George Clinton, tanto bajo su nombre solista como bajo el nombre P-Funk All-Stars
Años después fueron publicadas bajo el nombre Parliament dos reediciones de Osmium con temas inéditos del periodo 1970-1973, primero Rhenium en 1989 y luego First Thangs en 1992. En "Live: 1976-1993" se publicaría material en vivo inédito junto con Funkadelic. Más allá de estas excepciones, las publicaciones como "Parliament" eran solamente recopilatorios o reediciones de sencillos publicadas por HDH Records (ex Invictus) y Casablanca Records. Desde 1996, la banda solamente tuvo actividad en los conciertos del supergrupo unificado "Parliament-Funkadelic".

### Nuevo álbum y retiro de George Clinton de los escenarios
En 2014 Funkadelic publicó el álbum "first ya gotta Shake the Gate" desde de la discográfica The C Kunspyruhzy. Desde ese momento se empezó a trabajar un proyecto de un nuevo álbum de Parliament.
Finalmente, el 22 de mayo de 2018 Parliament publicaría en la misma discográfica "Medicaid Fraud Dogg", su primer álbum en casi cuatro décadas. Tras una pregunta de por qué el nuevo álbum de P-Funk no iría bajo el nombre de Funkadelic, George Clinton aseguró en Reddit que "...el último album fue First Ya Gotta Shake The Gate de Funkadelic. Es el turno de Parliament." Este nuevo álbum cuenta con la participación de miembros clásicos de Parliament como Fred Wesley y Pee Wee Ellis. Cuenta así mismo con la participación del rapero Scarface, con quien Parliament publicó el sencillo promocional "I'm Gon Make U Sick On Me".
En abril de 2018 George Clinton anunció su retiro de los escenarios que concretaría en 2019.

## "Mitología P-Funk"
Entre 1975 y 1980 los álbumes de Parliament formaron una historia con una serie de temáticas y personajes recurrentes cómicos y satíricos que se denominaron "P-Funk Mythology" (Mitología P-Funk). Esta mitología plantea álbum tras álbum un antagonismo entre el funk, la diversión, inteligencia y sexo por un lado versus el aburrimiento, el statu quo, opresión, estupidez, frigidez y falsedad por el otro. Los característicos conciertos de P-Funk entre 1976 y 1979 incluían detalladas representaciones de los personajes y hasta de la "mothership" (nave nodriza).
Siguiendo la historia álbum tras álbum, en Mothership Connection un ser divino llamado Starchild (niño estrella) llega a la Tierra en la "mothership" (nave nodriza) para traer el funk a los terrícolas. En The Clones of Dr. Funkenstein se cuenta que Starchild era el agente del Dr. Funkenstein, mente maestra del funk del espacio exterior. El funk en esta historia estaba oculto en las pirámides hasta que los humanos estuvieran listos para él. Luego en Funkentelechy Vs. The Placebo Syndrome aparece el enemigo de Starchild, Sir Nose D'Voidoffunk (Sir Nariz falto de funk), que quiere detener al funk representando al placebo syndrome (síndrome placebo) que hace que las personas no bailen ni piensen, queriendo poner las mentes a dormir en la zone of zero funkativity (zona de cero funkatividad). Para luchar por la funkentelechy (funkentelequia), que es la capacidad que tienen todos de encontrar el funk en sí mismos, Starchild usa la "Bop Gun" con la Flash Light que le dio el Dr. Funkenstein para derrotar a Sir Nose y hacerlo bailar encontrando su funk. Sir Nose regresa en Motor-Booty Affair con su aliado Rumpofsteelskin bajo el mar, pero es derrotado por el gusano Mr. Wiggles y vuelve a bailar en Aqua Boogie. En Gloryhallastoopid es derrotado una vez más descubriendo en la teoría del Big Bang que el funk puso a andar el universo. Al final, en Trombipulation, encuentra el funk en su línea ancestral en las pirámides y su sucesor Sir Nose Junior promete ser funky para siempre.

## Influencia posterior y legado
El auge del rap inspirado en el funk, de la mano de artistas como Digital Underground, Ice Cube, Dr. Dre y Warren G, así como del funk rock y funk metal de la mano de artistas como Red Hot Chili Peppers y Primus visibilizó el legado e influencia del colectivo Parliament-Funkadelic en la música popular estadounidense. Por los elementos de ciencia ficción de la Mitología P-Funk y sus conciertos, ha tenido gran influencia en el afrofuturismo. 

## Discografía

### Álbumes de estudio
| Año  | Título | Posiciones en los charts | Posiciones en los charts |
| Año  | Título | EUA [5]                  | EUA R&B [5]              |
| ---- | --- | ------------------------ | ------------------------ |
| 1970 | Osmium - Publicación: 7 de julio - Sello: Invictus - Formatos: Vinilo, compact disc                                                   | —                        | —                        |
| 1974 | Up for the Down Stroke - Publicación: 3 de julio - Sello: Casablanca - Formatos: Vinilo, compact disc                                 | —                        | 17                       |
| 1975 | Chocolate City - Publicación: 12 de marzo - Sello: Casablanca - Formatos: Vinilo, compact disc                                        | 91                       | 18                       |
| 1975 | Mothership Connection - Publicación: 15 de diciembre - Sello: Casablanca - Formatos: Vinilo, compact disc                             | 13                       | 4                        |
| 1976 | The Clones of Dr. Funkenstein - Publicación: 20 de julio - Sello: Casablanca - Formatos: Vinilo, compact disc                         | 20                       | 3                        |
| 1977 | Funkentelechy Vs. The Placebo Syndrome - Publicación: 28 de noviembre - Sello: Casablanca - Formatos: Vinilo, compact disc            | 13                       | 2                        |
| 1978 | Motor-Booty Affair - Publicación: 11 de noviembre - Sello: Casablanca - Formatos: Vinilo, compact disc                                | 23                       | 2                        |
| 1979 | Gloryhallastoopid (Or, Pin the Tail on the Funky) - Publicación: 28 de noviembre - Sello: Casablanca - Formatos: Vinilo, compact disc | 44                       | 3                        |
| 1980 | Trombipulation - Publicación: 5 de diciembre - Sello: Casablanca - Formatos: Vinilo, compact disc                                     | 61                       | 6                        |
| 2018 | Medicaid Fraud Dogg - Publicación: 22 de mayo - Sello: The C Kunspyruhzy - Formatos: Streaming,[4] compact disc, vinilo               | —                        | —                        |

##### Reediciones expandidas de Osmium[5]
| Año  | Título       | Sello                        |
| 1989 | Rhenium      | HDH (Holland Dozier Holland) |
| 1992 | First Thangs | Fantasy                      |

### Álbumes en vivo
| Año  | Título                                                                        | Sello              |
| 1977 | Live: P-Funk Earth Tour                                                       | Casablanca Records |
| 1993 | Live, 1976-1993                                                               | Sequel Records     |
| 1996 | Live: Meadowbrook, Rochester, Michigan – 12th September 1971 (Con Funkadelic) | Westbound Records  |

### Recopilatorios
| Año  | Título                                                                   | Sello             |
| 1984 | Parliament's Greatest Hits                                               | Casablanca        |
| 1993 | Tear the Roof Off 1974-1980                                              | Casablanca        |
| 1994 | Greatest Hits 1972-1993                                                  | AEM               |
| 1995 | The Best of Parliament: Give Up the Funk                                 | Mercury Funk      |
| 1997 | The Early Years                                                          | Deep Beats        |
| 1999 | 12" Collection & More                                                    | Casablanca        |
| 2000 | 20th Century Masters - The Millennium Collection: The Best of Parliament | Mercury Nashville |
| 2000 | Get Funked Up                                                            | Spectrum Records  |
| 2005 | Gold                                                                     | Mercury           |
| 2007 | The Casablanca Years: 1974-1980                                          | Casablanca        |

### Sencillos y maxisencillos

#### Sencillos[6]
(Los temas incluidos a la derecha del guion son el lado 2 del sencillo)
En Invictus Records
- 1970
  - "I Call my Baby Pussycat" - "Little Ole Country Boy" (bajo el nombre de: "A Parliament Thang")
  - "The Silent Boatman" - "Livin' in the Life"
- 1971
  - "Red Hot Mama" - "Little Ole Country Boy"
  - "The Breakdown" - "Little Ole Country Boy"
- 1972
  - "Come in Out of the Rain" - "Little Ole Country Boy"

En Casablanca Records
- 1974
  - "Testify" - "I Can Move You (If you Let Me)"
  - "The Goose" (Parte 1) - "The Goose" (Parte 2)
  - "Up for the Down Stroke" - "Presence of a Brain"
- 1975
  - "Chocolate City" - "Chocolate City" (Long Version)
  - "Ride On" - "Big Footin'"
- 1976
  - "P-Funk (Wants to Get Funked Up)" - "Night of the Thumpasorus Peoples"
  - "Tear the Roof off the Sucker (Give Up the Funk)" - "P-Funk (Wants to Get Funked Up)"
  - "Star Child (Mothership Connection)" - "Supergroovalisticprosifunkstication (The Thumps Bump)"
  - "Do That Stuff" - "Handcuffs"
- 1977
  - "Dr. Funkenstein" - "Children of Production"
  - "Fantasy is Reality"- "The Landing (Of the Holy Mothership)" (Grabado en vivo y parte del álbum: "Live: P-Funk Earth Tour")
  - "Bop Gun (Endangered Species)" - "I've Been Watchin' You (Move Your Sexy Body)"
- 1978
  - "Flash Light" - "Swing Down, Sweet Chariot"
  - "Funkenelechy" (Parte 1) - "Funkentelechy" (Parte 2)
  - "Aqua Boogie (A Psychoalphadiscobetabioaquadooloop)" - "(You're a Fish and I'm a) Water Sign"
  - "Deep" - "Flash Light"
- 1979
  - "Rumpofsteelskin" - "Liquid Sunshine"
  - "Party People" - "Party People" (Reprise)
  - "Theme from the Black Hole" - "(You're a Fish and I'm a) Water Sign"
- 1980
  - "Agony of Defeet" - "The Freeze (Sizzaleenmean)"
  - "The Big Bang Theory" (Parte 1) - "The Big Bang Theory" (Parte 2)
- 1981
  - "Crush It" - "Body Language"

En C Kunspyruhzy Records
- 2018
  - "I'm Gon Make U Sick O'Me" con Scarface

#### Maxi sencillos[6]
(Al igual que en la sección anterior, el lado 2 del sencillo es separado con un guion)
En Casablanca Records
- 1976
  - "Do That Stuff" - "Handcuffs"
- 1977
  - "Bop Gun (Endangered Species)" - "Do That Stuff", "I've Been Watching You (Move your Sexy Body)"
  - "P-Funk (Wants to Get Funked Up)", "Swing Down, Sweet Chariot" - "Fantasy is Reality", "Gamin' On Ya" (Grabadas en vivo y parte del álbum: "Live: P-Funk Earth Tour")
  - "Bop Gun (Endangered Species)" (Mono) - "Bop Gun (Endangered Species)" (Stereo) (Los dos son Remixes de la original 12")
- 1978
  - "Flash Light" (Mono) - "Flash Light" (Mono) (Remixes, igual al anterior)
  - "Aqua Boogie (A Psychoalphadiscobetabioaquadooloop)"
  - "Deep" - "Flash Light"
- 1979
  - "Party People" (Mono) - "Party People" (Stereo) (Remixes, como los anteriormente nombrados)
  - "Deep" - "Deep" (Deep Blue Vinyl)
  - "Party People" - "Tear the Roof Off the Sucker (Give Up The Funk)", "Flash Light"
  - "Theme from the Black Hole", "The Big Bang Theory"
- 1980
  - "Agony of Defeet"
- 1981
  - "Agony of Defeet" - "The Freeze (Sizzaleenmean)"
  - "Crush It" - "Body Language"
- 1989
  - "Flash Light" - "P-Funk (Wants to Get Funked Up)"
- 2001
  - "Flash Light" - "Give Up The Funk (Tear the Roof Off the Sucker)" (Álbum Original Version)
- 2008
  - "Aqua Boogie (A Psychoalphadiscobetabioaquadooloop)" - "Theme from the Black Hole", "The Big Bang Theory"